# Liste der Stolpersteine in Duderstadt
Die Liste der Stolpersteine in Duderstadt enthält alle Stolpersteine, die im Rahmen des gleichnamigen Projekts von Gunter Demnig in Duderstadt verlegt wurden. Mit ihnen soll an Opfer des Nationalsozialismus erinnert werden, die in Duderstadt lebten und wirkten. Bisher wurden 26 Stolpersteine verlegt.

## Verlegte Stolpersteine
| Bild                                                             | Person, Inschrift                                                                                            | Adresse                | Verlege- datum | Anmerkung |
| ---------------------------------------------------------------- | --- | ---------------------- | -------------- | --------- |
| Stolperstein Duderstadt Bahnhofstraße 35 Aron Stein              | Hier wohnte Aron Stein Jg. 1870 Flucht 1933 Schweiz überlebt in Mexiko                                       | Bahnhofstraße 35 ·     | 26. Nov. 2008  |           |
| Stolperstein Duderstadt Bahnhofstraße 35 Flora Stein             | Hier wohnte Flora Stein geb. Katten Jg. 1878 Flucht 1933 Schweiz überlebt in Mexiko                          | Bahnhofstraße 35 ·     | 26. Nov. 2008  |           |
| Stolperstein Duderstadt Bei der Oberkirche 2 für Heinrich Kötter | Hier wohnte Heinrich Kötter Jg. 1910 verhaftet 1941 KZ Dachau befreit / überlebt                             | Bei der Oberkirche 2 · | 26. Nov. 2008  |           |
| Stolperstein Duderstadt Marktstraße 9 Bella Löwenthal            | Hier wohnte Bella Löwenthal verh. Klein Jg. 1908 Heimatort verlassen 1933 deportiert 1941 Riga ermordet      | Marktstraße 9 ·        | 26. Nov. 2008  |           |
| Stolperstein Duderstadt Marktstraße 9 Bodo Löwenthal             | Hier wohnte Bodo Löwenthal Jg. 1911 Heimatort verlassen 1933 deportiert 1941 Riga ermordet                   | Marktstraße 9 ·        | 26. Nov. 2008  |           |
| Stolperstein Duderstadt Marktstraße 9 Edith Löwenthal            | Hier wohnte Edith Löwenthal Jg. 1922 Heimatort verlassen 1933 deportiert 1941 Riga ermordet                  | Marktstraße 9 ·        | 26. Nov. 2008  |           |
| Stolperstein Duderstadt Marktstraße 9 Lina Löwenthal             | Hier wohnte Lina Löwenthal geb. Fink Jg. 1878 Heimatort verlassen 1933 deportiert 1941 Riga ermordet         | Marktstraße 9 ·        | 26. Nov. 2008  |           |
| Stolperstein Duderstadt Marktstraße 9 Max Löwenthal              | Hier wohnte Max Löwenthal Jg. 1875 Heimatort verlassen 1933 deportiert 1941 Riga ermordet                    | Marktstraße 9 ·        | 26. Nov. 2008  |           |
| Stolperstein Duderstadt Marktstraße 9 Rudolf Löwenthal           | Hier wohnte Rudolf Löwenthal Jg. 1905 Heimatort verlassen 1933 deportiert ermordet in Auschwitz              | Marktstraße 9 ·        | 26. Nov. 2008  |           |
| Stolperstein Duderstadt Marktstraße 37 Margarethe Rosenbaum      | Hier wohnte Margarethe Rosenbaum Jg. 1903 deportiert 1941 Ghetto Lodz ???                                    | Marktstraße 37 ·       | 30. Mai 2007   |           |
| Stolperstein Duderstadt Marktstraße 37 Max Rosenbaum             | Hier wohnte Max Rosenbaum Jg. 1868 tot 15.1.1935                                                             | Marktstraße 37 ·       | 30. Mai 2007   |           |
| Stolperstein Duderstadt Marktstraße 37 Ernst Rosenbaum           | Hier wohnte Ernst Rosenbaum Jg. 1908 Flucht 1939 England / USA überlebt                                      | Marktstraße 37 ·       | 30. Mai 2007   |           |
| Stolperstein Duderstadt Marktstraße 37 Franziska Rosenbaum       | Hier wohnte Franziska Rosenbaum geb. Hesse Jg. 1879 deportiert 1941 Ghetto Lodz ???                          | Marktstraße 37 ·       | 30. Mai 2007   |           |
| Stolperstein Duderstadt Marktstraße 40 Gustav Löwenthal          | Hier wohnte Gustav Löwenthal Jg. 1868 Flucht 1939 Holland deportiert ermordet in Auschwitz                   | Marktstraße 40 ·       | 30. Mai 2007   |           |
| Stolperstein Duderstadt Marktstraße 40 Hilde Löwenthal           | Hier wohnte Hilde Löwenthal geb. Leib Jg. 1907 Flucht 1936 Holland ???                                       | Marktstraße 40 ·       | 30. Mai 2007   |           |
| Stolperstein Duderstadt Marktstraße 40 Johanna Löwenthal         | Hier wohnte Johanna Löwenthal geb. Meyer Jg. 1868 Flucht 1939 Holland deportiert ermordet in Auschwitz       | Marktstraße 40 ·       | 30. Mai 2007   |           |
| Stolperstein Duderstadt Marktstraße 40 Anneliese Rosenberg       | Hier wohnte Anneliese Rosenberg geb. Löwenthal Jg. 1904 Flucht 1938 Holland deportiert ermordet in Auschwitz | Marktstraße 40 ·       | 30. Mai 2007   |           |
| Stolperstein Duderstadt Marktstraße 40 Emmi Löwenthal            | Hier wohnte Emmi Löwenthal Jg. 1900 Flucht 1939 Holland überlebt                                             | Marktstraße 40 ·       | 30. Mai 2007   |           |
| Stolperstein Duderstadt Marktstraße 40 Erich Löwenthal           | Hier wohnte Erich Löwenthal Jg. 1896 deportiert 1942 Majdanek ermordet 16.9.1942                             | Marktstraße 40 ·       | 30. Mai 2007   |           |
| Stolperstein Duderstadt Marktstraße 40 Lothar Löwenthal          | Hier wohnte Lothar Löwenthal Jg. 1907 Flucht 1936 Holland deportiert Auschwitz ermordet 11.8.1942            | Marktstraße 40 ·       | 30. Mai 2007   |           |
| Stolperstein Duderstadt Obertorstraße 59 Hans Israel             | Hier wohnte Hans Israel Jg. 1920 deportiert 1942 Richtung Osten ???                                          | Obertorstraße 59 ·     | 30. Mai 2007   |           |
| Stolperstein Duderstadt Obertorstraße 59 Joseph Israel           | Hier wohnte Joseph Israel Jg. 1882 deportiert 1942 Richtung Osten ???                                        | Obertorstraße 59 ·     | 30. Mai 2007   |           |
| Stolperstein Duderstadt Obertorstraße 59 Leo Israel              | Hier wohnte Leo Israel Jg. 1923 deportiert 1942 Richtung Osten ???                                           | Obertorstraße 59 ·     | 30. Mai 2007   |           |
| Stolperstein Duderstadt Obertorstraße 59 Norbert Israel          | Hier wohnte Norbert Israel Jg. 1932 deportiert 1942 Richtung Osten ???                                       | Obertorstraße 59 ·     | 30. Mai 2007   |           |
| Stolperstein Duderstadt Obertorstraße 59 Selma Israel            | Hier wohnte Selma Israel geb. Rosenbusch Jg. 1892 deportiert 1942 Richtung Osten ???                         | Obertorstraße 59 ·     | 30. Mai 2007   |           |
| Stolperstein Duderstadt Obertorstraße 59 Berta Rosenbusch        | Hier wohnte Berta Rosenbusch geb. Katzl Jg. 1862 deportiert 1942 Theresienstadt tot 20.5.1943                | Obertorstraße 59 ·     | 30. Mai 2007   |           |